# Vlastimil Tusar
Vlastimil Tusar (18 de outubro de 1880, Praga - 22 de março de 1924, Berlim) foi um jornalista e político checo. Foi o primeiro-ministro da Checoslováquia entre 1919 e 1920.
Em 1911, foi eleito membro do Reichsrat austríaco (o parlamento da Áustria-Hungria) pelo círculo eleitoral de Brno. A princípio, era pró-austríaco, mas depois mudou de orientação e, em 1918, desempenhou um papel vital na criação da Checoslováquia como novo Estado. Em 27 de outubro de 1918, em Viena informou Alois Rašín, que era o melhor momento para declarar a independência da Checoslováquia. Tornou-se, então, membro do novo parlamento da Checoslováquia, mas até 1919, permaneceu em Viena como negociador com a nova República da Áustria, negociando principalmente as questões fronteiriças.
Em 8 de julho de 1919, tornou-se primeiro-ministro de um novo governo de coalizão de sociais-democratas e do Partido Agrário. Depois das eleições parlamentares de 1920, tornou-se primeiro-ministro novamente. Em 14 de agosto, renunciou ao governo por causa da crescente atividade da ala comunista na social-democracia.
Em 1 de março de 1921, deixou o seu assento no parlamento, tendo sido nomeado embaixador da Checoslováquia em Berlim, onde morreu em 1924.